# 纳特德瓦拉
纳特德瓦拉（Nathdwara），是印度拉贾斯坦邦Rajsamand县的一个城镇。总人口37007（2001年）。

## 人口
该地2001年总人口37007人，其中男性19310人，女性17697人；0—6岁人口4796人，其中男2514人，女2282人；识字率72.54%，其中男性为79.82%，女性为64.60%。